# Banba

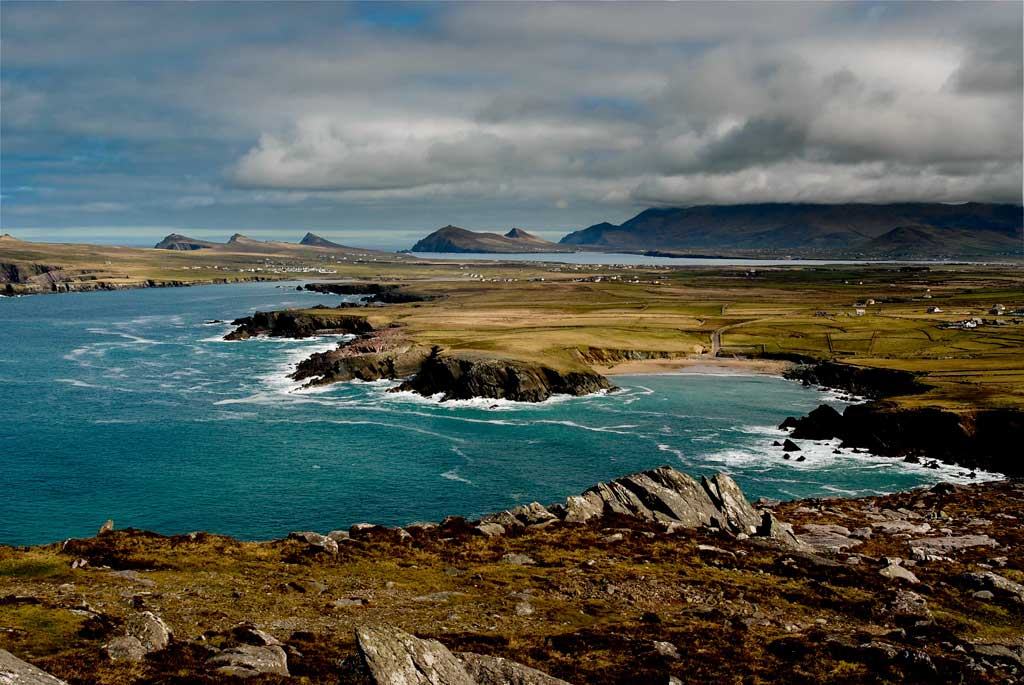
Dingle, Irlanda, região onde os Milesianos teriam encontrado Banba e sua hoste de fadas.

Na mitologia irlandesa, Banba ou Banbha, é filha de Ernmas dos Tuatha Dé Danann, uma das deusas padroeiras da Irlanda, esposa de Mac Cuill. Originalmente, ela pode ter sido uma deusa da guerra bem como da fertilidade.

## História
Ao lado de suas irmãs, Fódla e Ériu, constituía um importante triunvirato de deusas. Quando os Milesianos chegaram vindos da Espanha, cada uma das três pediu que seu nome fosse dado ao país. Ériu (Éire) ganhou o debate, mas Banba ainda é usado às vezes como um nome poético, da mesma forma que Albion é usado para a Grã-Bretanha.
De acordo com Seathrún Céitinn, ela reverenciava Macha, que também é às vezes citada como filha de Ernmas. Logo, as duas deusas podem ser equivalentes. Céitinn também refere-se à tradição de que Banba foi a primeira pessoa a pôr o pé na Irlanda antes do Dilúvio, numa variação da lenda de Cessair.
No Tochomlad mac Miledh a hEspain i nErind: no Cath Tailten, é dito que enquanto os Milesianos cruzavam a Irlanda, encontraram a vitoriosa Banba entre sua tropa de hostes mágicas de fadas na Montanha Senna, a montanha rochosa de Mes. Uma nota de rodapé identifica este sítio como Slieve Mish em Dingle, Condado de Kerry. O solo desta região é podzol não-léptico. Se a figura de Banba originou-se de uma deusa da terra, o podzol não-léptico pode ter sido o tipo particular de terra da qual ela era a personificação.

## No Serviço Naval Irlandês
O LÉ Banba (CM11), navio do Serviço Naval Irlandês (já desativado), foi batizado com o nome da deusa.